# Lacul Julin
Lacul „Julin” (în ucraineană Озера «Джулин») este un monument al naturii de tip acvatic de importanță locală din raionul Hotin, regiunea Cernăuți (Ucraina), situat la sud de satul Vlădicina.
Suprafața ariei protejate constituie 31 de hectare și a fost înființată în anul 2000 prin decizia consiliului regional. Statutul a fost acordat pentru protejarea lacului relict, care s-a format într-un bazin carstic. Vegetația zonelor umede crește de-a lungul malurilor.